# Imi d'Akkad
 (mai 2025).
Pour les articles homonymes, voir Imi.
Imi d'Akkad, selon la liste royale sumérienne, était l'un des quatre rivaux (les autres étant Elulu, Nanum et Igigi) en lice pour être roi de l'empire akkadien pendant une période de trois ans après la mort de Shar-kali-sharri. Cette période chaotique a pris fin lorsque Dudu a consolidé son pouvoir sur le royaume.